# باتريشيا باري
باتريشيا باري (بالإنجليزية: Patricia Barry)‏ هي ممثلة أمريكية، ولدت في 16 نوفمبر 1922 في الولايات المتحدة، وتوفيت في 11 أكتوبر 2016 بلوس أنجلوس في الولايات المتحدة.

## أعمال

### مسلسلات
- دالاس

## وصلات خارجية
- باتريشيا باري على موقع IMDb (الإنجليزية)
- باتريشيا باري على موقع ألو سيني (الفرنسية)
- باتريشيا باري على موقع تيرنر كلاسيك موفيز (الإنجليزية)
- باتريشيا باري على موقع أول موفي (الإنجليزية)
- باتريشيا باري على موقع قاعدة بيانات برودواي على الإنترنت (الإنجليزية)
- باتريشيا باري على موقع قاعدة بيانات برودواي على الإنترنت (الإنجليزية)
- باتريشيا باري على موقع قاعدة بيانات الأفلام السويدية (السويدية)
- باتريشيا باري على موقع إن إن دي بي (الإنجليزية)
- باتريشيا باري على موقع قاعدة بيانات الفيلم (الإنجليزية)
- باتريشيا باري على موقع كينوبويسك (الروسية)